# Université de Portsmouth
L'université de Portsmouth (en anglais : University of Portsmouth) est une université publique anglaise située à Portsmouth.

## Composantes
L'université est composée d'une école et de quatre facultés : 
- École de commerce de Portsmouth
- Faculté de technologie
- Faculté de science
- Faculté de sciences humaines et sociales
- Faculté des industries culturelles et de la création